# بابا آدم (سرده)

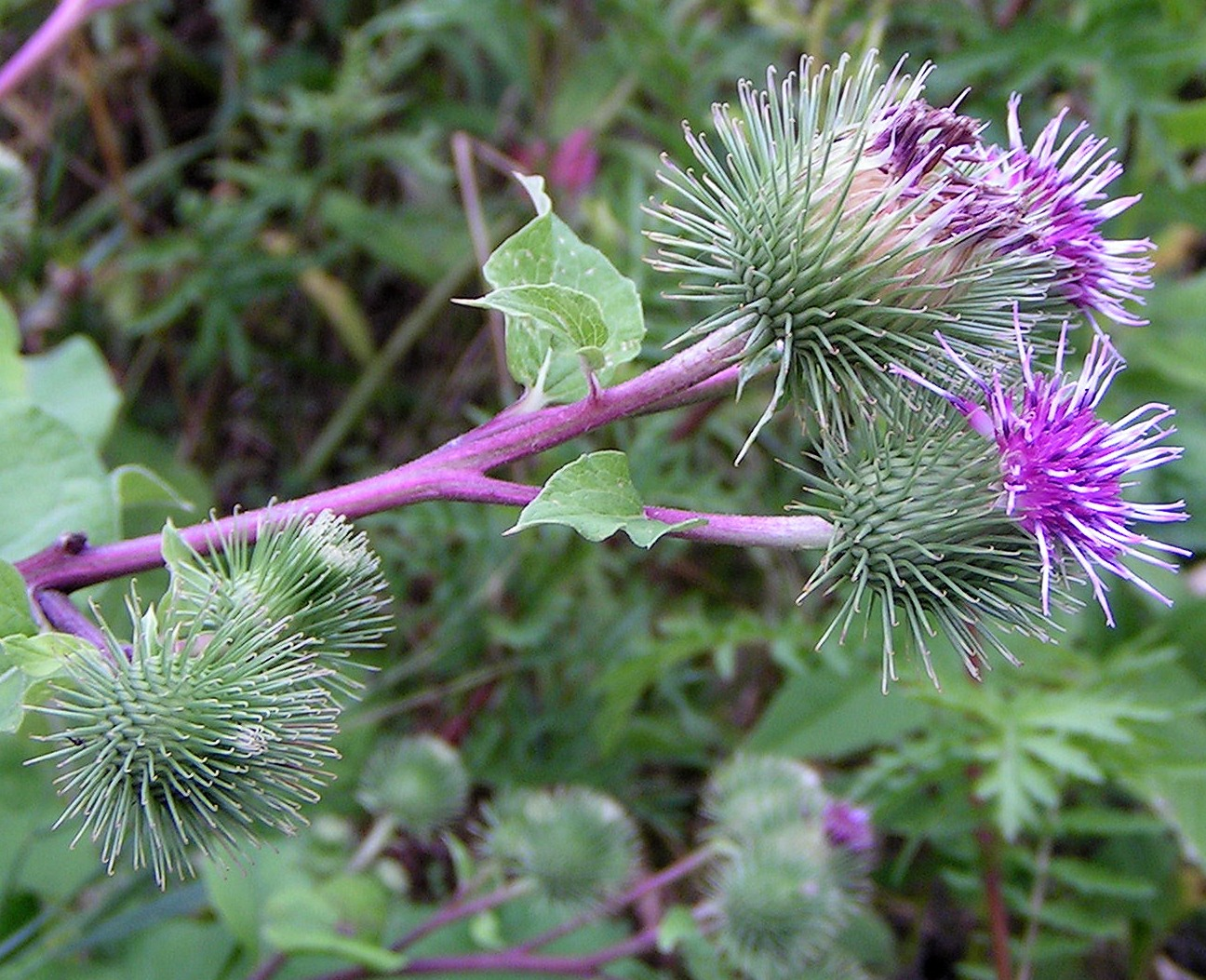

بابا آدم که باردان، فیلگوش ، آراقیطون، علف پیرزن و پینه خاله(نام علمی: Arctium) نیز نامیده می‌شود گیاهی است علفی و دوساله از تیره گل‌ستاره‌ای‌ها
(Asteraceae).
گیاهی است که به اندازه یک متر و نیم تا دو متر ارتفاع رشد می‌کند. با برگ‌های درشت و خشن و سبز رنگ با گل‌های توپ مانند و به اندازه فندق یا بزرگتر از آن در باغچه و کنار آبها و یونجه زارها مراتع و مزارع می‌روید.
این گیاه در اطراف تهران، البرز، راه چالوس، خراسان، کرمان، رودبار، تفرش،ارومیه اروپا و شمال آمریکا می‌روید و در بعضی نقاط پرورش داده می‌شود.
این سرده در ایران ۴ گونه علفی چند ساله دارد، بابا آدم (گیاه) «Arctium lappa»، باباآدم صغیر «Arctium minus» و دو گونه باباآدم خوئی «Arctium palladinii» و زیرگونه باباآدم برگ‌پهن «Arctium lappa platylepis» که علاوه بر ایران در شرق اروپا، آناتولی، قفقاز، ماورای قفقاز و ترکمنستان نیز می‌رویند.
بابا آدم  از گروه کاسنی ها به شمار می رود.این گیاه از سوی رومیان باستان شناسایی شده و فواید آن برای سلامتی مشخص شده است.

## ترکیب شیمیایی
از تجزیهٔ شیمیایی ریشهٔ بابا آدم مواد زیر به‌دست آمده‌است: اینولین، پلی استیلنها، اسید آرکتیک، اسید پروپیونیک، اسید بوتیریک ، اسید لوریک، اسید استئاریک، اسید پالمیتیک، هورمون‌های گیاهی، تانن و پلی‌فنولیک اسید. از تجزیهٔ شیمیایی تخم بابا آدم موارد زیر به‌دست آمده‌است:
یک گلوکزید تلخ به نام آرکتین Arctin، اسید کلروژنیک، لاپائول A,B، ژرماکرانولید.
از تجزیهٔ شیمیایی برگ‌های بابا آدم موارد زیر به‌دست آمده‌است:
آرکتیول، فوکینون، فوکینانولید، بتا- ئودسمول، پتازیتولون، اِرِموفیلن، تاراکساسترول. به‌طور کلی دم کرده یا جوشانده برگ، ریشه و تخم بابا آدم خاصیت ضد میکروبی و آنتی تومور دارد.

## کاربرد درمانی
ریشه، برگ تخم و میوه بابا آدم برای درمان سرطان‌ها، رماتیسم، نقرس، ناراحتی‌های معده، کلیه، بیماری‌های پوستی حتی ریزش موواگزما، گلو درد، ورم لوزه‌ها، سرفه، سرخک، بر زخم‌ها، آبسه‌ها و مرض قند کاربرد دارد.
در طب قدیم ریشه گیاه باباآدم طبیعت سرد و خشک داشته‌است. ریشه این گیاه به علت داشتن مقدار زیاد آهن علاج کم خونی می‌باشد. همچنین از ریشه آن برای درمان سرماخوردگی، التیام کهیر و اگزما استفاده می‌شود.
از برگ این گیاه برای معالجه سرگیجه، رماتیسم، تنظیم قند خون، رفع درد و سوزش ناشی از گزیدگی و درمان کچلی استفاده می‌شود.
تخم این گیاه نیز در پزشکی کاربرد دارد و برای ضد عفونی کردن، درمان ناراحتی‌های ریوی و گلو درد به کار گرفته می‌شود. همچنین ضد کرم معده و روده می‌باشد.